# Homeliše, Žitara vas
Homeliše (nemško Homelitschach) je naselje v Občini Žitara vas v Okraju Velikovec na Koroškem v Avstriji.